# Гроші для доньки
«Гроші для доньки» (рос. «Деньги для дочери») — художній фільм 2007 року.

## Зміст
Ніна працює лікарем. Вона вибрала цю професію, тому що любить допомагати людям. Вона давно розлучена і у неї роман з одруженим чоловіком. Коли її донька провалилася на вступних іспитах до медичного вузу, він зголосився допомогти з цим питанням. Та потрібно кілька тисяч доларів. Ніна вирушає на пошуки грошей заради майбутнього своєї дитини. Під час цього вона зустрічає колишнього чоловіка. Можливо, це було знаком долі?

## У ролях
- Тетяна Боєва — камео, співачка (джазовий вокал)
- Тетяна Лютаєва — Ніна Кузнєцова
- Андрій Руденський — Юрій Кузнєцов
- Людмила Курепова — Ліка
- Міка Ньютон — Романа
- Олег Замятін — Руслан Гейко